# Paluzzo Altieri, V principe di Oriolo
Paluzzo Altieri, V principe di Oriolo (Roma, 31 luglio 1760 – Roma, 10 gennaio 1834), è stato un principe, militare e politico italiano.

## Biografia
Nacque a Roma il 31 luglio 1760, figlio di Emilio Carlo Altieri, IV principe di Oriolo, e di sua moglie Livia Borghese. Per parte di suo padre egli era imparentato per adozione con il papa Clemente X e con il cardinale Paluzzo Paluzzi Altieri degli Albertoni, da cui appunto prese il nome di battesimo.
Alla morte di suo padre nel 1801 gli succedette ai titoli ed al feudo di Oriolo. Poco dopo venne nominato dal papa Pio VII quale comandante della Guardia nobile pontificia, dimostrando una spiccata fedeltà alla causa papalina anche durante l'invasione francese e la successiva occupazione di Roma. Con la restaurazione del governo pontificio ne ebbe in riconoscenza la nomina a senatore di Roma e a comandante generale della guardia civica romana, sempre nel 1819. Ottenne contemporaneamente l'incarico di assistente al soglio pontificio.
Morì a Roma il 10 gennaio 1834 e venne sepolto nel sepolcro di famiglia nella chiesa di Santa Maria sopra Minerva.

## Matrimonio e figli

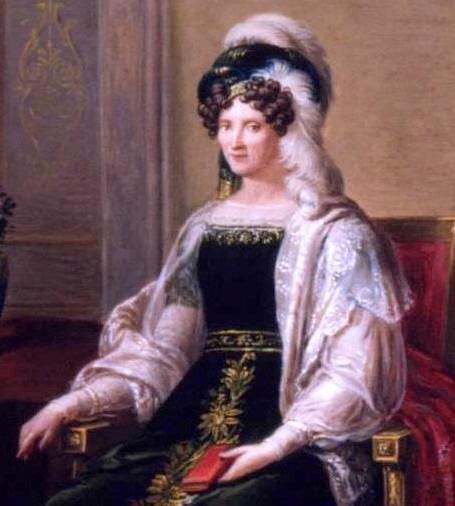
Maria Anna di Sassonia

Paluzzo sposò a Roma il 15 ottobre 1793 la principessa Maria Anna di Sassonia (1770-1845), figlia del principe Francesco Saverio di Sassonia (figlio a sua volta di re Augusto III di Polonia), e di sua moglie, la contessa romana Chiara Spinucci. Da questo matrimonio nacquero i seguenti eredi:
- Clemente (1795 - 1873), VI principe di Oriolo, sposò Vittoria Boncompagni-Ludovisi
- Maria Maddalena (1796 - ?), principessa di Oriolo, sposò Girolamo di Favaro
- Augusto (9 maggio 1797 - dopo il 1851), gesuita dal 1815[1]
- Lodovico (1805 - 1867), cardinale, arcivescovo di Albano

## Albero genealogico
|                                                  |                                                   |                                                    | Genitori                                                                      |  |  | Nonni |  |  | Bisnonni                              |  |  | Trisnonni                                                |  |
|                                                  |                                                   |                                                    |                                                                               |  |  |       |  |  | Gaspare Altieri, I principe di Oriolo |  |  | Angelo Paluzzi Albertoni Altieri, III marchese di Rasina |  |
|                                                  |                                                   |                                                    |                                                                               |  |  |       |  |  | Gaspare Altieri, I principe di Oriolo |  |  | Angelo Paluzzi Albertoni Altieri, III marchese di Rasina |  |
|                                                  |                                                   | Vittoria Parabiacca                                |                                                                               |  |  |       |  |  | Gaspare Altieri, I principe di Oriolo |  |  |                                                          |  |
| Girolamo Antonio Altieri, III principe di Oriolo |                                                   |                                                    |                                                                               |  |  |       |  |  | Gaspare Altieri, I principe di Oriolo |  |  |                                                          |  |
|                                                  |                                                   | Laura Caterina Altieri                             | Antonio Maria Altieri                                                         |  |  |       |  |  |                                       |  |  |                                                          |  |
|                                                  |                                                   | Laura Caterina Altieri                             | Antonio Maria Altieri                                                         |  |  |       |  |  |                                       |  |  |                                                          |  |
|                                                  |                                                   | Laura Caterina Altieri                             | Maria Virginia di Carpegna                                                    |  |  |       |  |  |                                       |  |  |                                                          |  |
| Emilio Carlo Altieri, IV principe di Oriolo      |                                                   | Laura Caterina Altieri                             |                                                                               |  |  |       |  |  |                                       |  |  |                                                          |  |
|                                                  |                                                   | Carlo Borromeo Arese, XI conte di Arona            | Renato II Borromeo, X conte di Arona                                          |  |  |       |  |  |                                       |  |  |                                                          |  |
|                                                  |                                                   | Carlo Borromeo Arese, XI conte di Arona            | Renato II Borromeo, X conte di Arona                                          |  |  |       |  |  |                                       |  |  |                                                          |  |
|                                                  |                                                   | Carlo Borromeo Arese, XI conte di Arona            | Giulia Arese                                                                  |  |  |       |  |  |                                       |  |  |                                                          |  |
| Maria Maddalena Borromeo Arese                   |                                                   | Carlo Borromeo Arese, XI conte di Arona            |                                                                               |  |  |       |  |  |                                       |  |  |                                                          |  |
|                                                  |                                                   | Camilla Barberini                                  | Maffeo Barberini, II principe di Palestrina                                   |  |  |       |  |  |                                       |  |  |                                                          |  |
|                                                  |                                                   | Camilla Barberini                                  | Maffeo Barberini, II principe di Palestrina                                   |  |  |       |  |  |                                       |  |  |                                                          |  |
|                                                  |                                                   | Camilla Barberini                                  | Olimpia Giustiniani                                                           |  |  |       |  |  |                                       |  |  |                                                          |  |
| Paluzzo Altieri, V principe di Oriolo            |                                                   | Camilla Barberini                                  |                                                                               |  |  |       |  |  |                                       |  |  |                                                          |  |
|                                                  | Marcantonio III Borghese, III principe di Sulmona | Giovanni Battista Borghese, II principe di Sulmona |                                                                               |  |  |       |  |  |                                       |  |  |                                                          |  |
|                                                  | Marcantonio III Borghese, III principe di Sulmona | Giovanni Battista Borghese, II principe di Sulmona |                                                                               |  |  |       |  |  |                                       |  |  |                                                          |  |
|                                                  | Marcantonio III Borghese, III principe di Sulmona | Eleonora Boncompagni                               |                                                                               |  |  |       |  |  |                                       |  |  |                                                          |  |
| Camillo Borghese, IV principe di Sulmona         | Marcantonio III Borghese, III principe di Sulmona |                                                    |                                                                               |  |  |       |  |  |                                       |  |  |                                                          |  |
|                                                  |                                                   | Livia Spinola                                      | Carlo Spinola, principe di Sant'Angelo                                        |  |  |       |  |  |                                       |  |  |                                                          |  |
|                                                  |                                                   | Livia Spinola                                      | Carlo Spinola, principe di Sant'Angelo                                        |  |  |       |  |  |                                       |  |  |                                                          |  |
|                                                  |                                                   | Livia Spinola                                      | Violante Spinola di Tassarolo                                                 |  |  |       |  |  |                                       |  |  |                                                          |  |
| Livia Borghese                                   |                                                   | Livia Spinola                                      |                                                                               |  |  |       |  |  |                                       |  |  |                                                          |  |
|                                                  |                                                   | Filippo II Colonna, IX principe di Paliano         | Lorenzo Onofrio Colonna, VIII principe di Paliano                             |  |  |       |  |  |                                       |  |  |                                                          |  |
|                                                  |                                                   | Filippo II Colonna, IX principe di Paliano         | Lorenzo Onofrio Colonna, VIII principe di Paliano                             |  |  |       |  |  |                                       |  |  |                                                          |  |
|                                                  |                                                   | Filippo II Colonna, IX principe di Paliano         | Maria Mancini                                                                 |  |  |       |  |  |                                       |  |  |                                                          |  |
| Agnese Colonna di Paliano                        |                                                   | Filippo II Colonna, IX principe di Paliano         |                                                                               |  |  |       |  |  |                                       |  |  |                                                          |  |
|                                                  |                                                   | Olimpia Pamphili                                   | Giovanni Battista Pamphili, II principe di San Martino al Cimino e Valmontone |  |  |       |  |  |                                       |  |  |                                                          |  |
|                                                  |                                                   | Olimpia Pamphili                                   | Giovanni Battista Pamphili, II principe di San Martino al Cimino e Valmontone |  |  |       |  |  |                                       |  |  |                                                          |  |
|                                                  |                                                   | Olimpia Pamphili                                   | Violante Facchinetti                                                          |  |  |       |  |  |                                       |  |  |                                                          |  |
|                                                  |                                                   | Olimpia Pamphili                                   |                                                                               |  |  |       |  |  |                                       |  |  |                                                          |  |